# 偽りのドラグーン
『偽りのドラグーン』（いつわりのドラグーン）は、三上延が執筆している日本のライトノベル。イラストは椎名優。電撃文庫より2009年8月から2011年7月まで発行されていた。

## あらすじ
機械と共にあった文明が滅びた後、竜が現れ、それ以降人々が竜と共に時代を歩むようになった世界。
その日はアバディーン王国王城にて次期王位継承者が正式に決定する日だった。ジャン･アバディーンは、双子の兄であるヴィクトルが王位を継承する式典を見ているはずだった。式典は無事に終了すると思われた矢先、突如として機械でできた竜達の襲撃を受け、瞬く間に王城は壊滅。瓦礫の山と化した。
父を失い、兄を失いつつも辛くも生き延びたジャンは、そこで機械の竜を用いた部隊を指揮する黒髪の女性を発見する。「黒の鉄姫」の二つ名を持つ彼女に、ジャンは復讐を誓う。
それから3年後、消え去ったアバディーン王国から遠く離れた小さな島国にある孤児院で日々を過ごしていたジャンは、多少の幸福感を抱きつつも、そこでの生活に燻りを感じていた。敵は超大国。どうすれば復讐を果たせるかわからないのだ。
そんなある時、ジャンは金髪の少女と出会う。彼女は少年をジャン・アバディーンと知ってある提案も持ちかけてきた。その提案とは、ヴィクトル・アバディーンとして騎士学院に偽造入学するというものだった。

## 登場人物

### 主要人物
ジャン・アバディーン
本作の主人公で、アバディーン王族の生き残り。「黒の鉄姫」への復讐のために兄であるヴィクトル・アバディーンの名を騙り、騎士学院へ偽装入学をすることになる少年。赤い髪と紫の瞳は王家特有のもの。
優秀な兄とは違い学力も実力も他の生徒より劣っているため、成績は常に低空飛行。入学してまもなく「落ちこぼれ」のレッテルを貼られてしまうが、竜脈が常人の２倍あることがわかり、騎士としての能力を上げていく。
良くも悪くもまっすぐな性格で、すぐ熱くなってしまうという欠点があるが、自分の信じた人間は最後まで信じる純粋さも持っている。
ヴィクトル・アバディーンが生きていたことを公表したため、偽名を使用して騎士学院へ不正入学した罪に問われたが、自らがヴィクトル・アバディーンであり、本物のヴィクトル・アバディーンのことを敵に寝返ったジャン・アバディーンであると主張した。このため、ジャン・アバディーンの名は数世代を経た後においても、恐るべき悪魔の別称として語り継がれることになる。
ティアナレルド
ジャンに騎士学院への偽造入学を提案した金髪の少女。愛称はティアナ。とある事情から騎士学院の竜たちから恐れられている。
その正体は竜帝アレクシスの第三皇女。金色の竜であり、雷の竜気（ルン）を有する。飛行能力に優れ、〝世界最速の生物〟の名をほしいままにしている。
無表情でいることが多いが、時折子供っぽい一面を見せることがある。

### 騎士学院（グランデコル）の生徒
クリス・キッドマン
学生寮でジャンと相部屋のレガリオン人。その特有の黒い髪と瞳は「灰かぶり」として侮蔑の対象となっている。
剣術よりも射撃の腕に優れ、砲剣（ほうけん）も射撃寄りに設計されている。
実は女の子だが性別を偽って学院に入学した。入学したのは両親を殺した帝国に復讐を果たすため。知っているのはフリデリカとジャンの二人のみである。
フリデリカ
クリスのパートナーとなる騎竜（きりゅう）。橙色の髪と瞳をしている。留年しているため、「姐さん」と呼ばれるが本人はそれを快く思っていない。
パートナーと相部屋になっているジャンを何かと敵視する。
朱色の竜で炎の竜気（ルン）を宿している。
ラシード・カリクマーン
カリクマの王族出身の大柄な生徒。非常に無口であり、授業のとき以外は殆んど喋らない。
国の決まりにより、砲剣（ほうけん）は扱わず、代わりに三節棍とよく似た武器を使っている。
アネモネ
瑠璃色の髪と瞳をした小柄な少女。非常におっとりとした性格で、ラシードのパートナー。彼の通訳も兼ねている。
青色の竜で風の竜気（ルン）を持つ。
カジカ・サカイ
竜騎士ではなく鍛冶職人になるために騎士学院に入学した変わり者。誰に対しても気さくな態度を取る。
アダマス・バルバートル
バルバートル王国の王子にして騎士学院の生徒会長。髪は緑色だが、これはバルバートル人特有のもの。
ヴィクトル・アバディーンに打ち負かされた過去から、彼を恨んでいる。
ソーニャ
アダムスのパートナーで氷の竜気の持ち主。

### その他の人物
ガートルード
騎士学院で学院長を務める竜。老女の姿をとっているが、右手は竜のそれのままである。騎士学院においてティアナレルドの養育係も務めている。
その腕の色から、銀色の竜と推測される。
マグノリア
ジャンたちのクラスの実技を担当する教官。生徒に対して「クズ」「役立たず」といった類の言葉を連発するなどの口の悪さとスパルタ指導が何よりの特徴。実習の時には瑠璃色の竜になる。ジャンの事を「ウジ虫」とも呼んだ。ラフエッジとは元パートナーであった。
ソードフィッシュ・ラフエッジ
騎士学院で砲剣を製造する唯一の工房を営む男性。彼の作る武器は一級品で、その中でも「ペイルライダー」という砲剣は誰も扱うことができないといわれている。
グロリア・レガリオン
レガリオン帝国第7皇女にしてレガリオン軍総司令官であり、数年前アバディーン王国を襲撃し、壊滅に追いやった「黒の鉄姫」その人。竜に対して強い敵意を抱いている。
ヴィクトル・アバディーン
アバディーン王族次期国王であり、ジャンの双子の兄。ジャンとは違い、学術から剣術とあらゆる面で優れており、「神童」とも言われている。
レガリオン帝国によるアバディーン城襲撃により、死亡したと見なされていたが、アバディーン城襲撃時にはレガリオン帝国に寝返っており、以後はグロリアの参謀となり仮面の男と呼ばれることになる。
イワン・アレクセーエヴィッチ・セーロフ
セーロフ王国の国王。
ジガ・ヴェルトフ
セーロフ王国の騎士団長。
マルチナ
ヴェルトフのパートナー。
サラ・アル＝ウルス
ウルス公国の公女。
グングニル
ウルス公国の宰相で伝説の老竜。

## 設定・用語
大破局（エンドロール）
もともとは5つあった大陸が大地震により2つとなり、文明が潰えた出来事。絶望寸前まで追いこまれた人類は記録を後世に伝えることができない暗黒時代と呼ばれる時代が数十年続いた。世界に竜が現れたのも丁度この頃だと言われている。
それ以前は〝雲に届くほど高い建物〟があり、〝月や海底にいける乗り物〟があった時代であったようだ。
竜
大破局後、突如として世界に訪れた存在。それ以前に竜が現れたという痕跡はなく、また、彼ら自身もどこからやって来たのか知らないという。
それぞれが竜気（ルン）と呼ばれる特別な力を備えており、普段は人の姿をとって生活している。
雄の竜は雌と比べて寿命が長いのだが、基本的に雌しか生まれてこないため、絶対数が少ない。
騎士学院（グランデコル）
海図にも示されていないため誰も辿りつくことができないという話から、俗に幻の島とも呼ばれている円形の人工島。教育機関として機能するだけでなく騎士用の武器工房、洋服店、料理店があるなど、生活に必要な設備が整えられており、ひとつの街として機能している。
騎士学院とはその島に存在する竜騎士養成施設のこと。
カリキュラムは午前の学科と午後の実技に分けられる。1年生はどちらとも基礎的なことを学び、2年生から海賊の取り締まりや紛争の解決など実践的な内容に移っていく。
騎竜と契約を結んでいる騎士は早期実戦投入を目的とした時に特別授業が設けられることがあり、契約を結んだ竜と騎士は60組ほどだと言われているが、実戦で高い能力を発揮できるのはその半分程度である。
竜騎士（ドラグーン）
専門の学院で修練を積むことによりその称号を得ることができる。晴れて竜騎士となった人間と騎竜（きりゅう）は世界各地で発生した紛争や戦闘行為に独自の判断で介入し、武力解決する権限を持っている。
騎竜との契約を果たした騎士は、手の甲に印（ムドラ）と呼ばれる模様が浮かぶ。
ちなみに女性は竜騎士の称号を得ることができない。
砲剣（ほうけん）
長銃と剣を一体化させた武器で、遠距離からの射撃と近距離での戦闘の両方に対応している、竜騎士の代表的な武器。竜の鱗を用いて作られており、部品も装飾品のように緻密な細工が施されているため、非常に高価。
武器に竜気（ルン）を送り込むことで弾丸を発射することができる。
非常にデリケートな作りで、こまめに整備をしないとすぐに使い物にならなくなってしまう。
竜脈（ナーディ）
竜の持つ竜気（ルン）を受け入れるための「器」　人間であるなら誰でも持っている。騎竜と契約することで騎士、騎竜共に力が増幅される。
マキナ教
レガリオン帝国国民の大半が信仰する宗教。竜が「いるはずがないもの」とし、存在する現実こそが間違いだと信じている。人類が世界の覇者となることで、大破局（エンドロール）以前のような機械と共に歩む時代の復活を主張している。そのため、竜という存在を嫌悪している。
機甲竜（ヒュドラ）
血の通う竜とは違い、レガリオン帝国の科学技術と工業力を集結して製造された機械の竜。当然ながら意思は存在せず、全ての判断を乗り手に委ねられる。機械ゆえに各々の力量に合わせた調整を施すことが可能であり、日々改良が加えられている。
火炎を吐くことができ、試験的ながら無線の通信機が装備されている。

## 既刊一覧
- 偽りのドラグーン　2009年8月10日発行　ISBN 978-4-04-867947-3
- 偽りのドラグーンⅡ　2009年11月10日発行　ISBN 978-4-04-868149-0
- 偽りのドラグーンⅢ　2010年4月10日発行　ISBN 978-4-04-868460-6
- 偽りのドラグーンⅣ　2010年8月10日発行　ISBN 978-4-04-868778-2
- 偽りのドラグーンⅤ　2011年7月10日発行　ISBN 978-4-04-870688-9